# Glen Garioch
Glen Garioch (Aussprache auf Doric: Glen Geery) ist eine Whiskybrennerei in Oldmeldrum, Aberdeenshire, Schottland. Die Brennereigebäude sind in den schottischen Denkmallisten in die Kategorie B einsortiert.

## Geschichte
Die Destillerie wurde bereits im Jahre 1797 gegründet. Sie hat eine lange und wechselvolle Geschichte mit vielen Besitzerwechseln und Stilllegungen hinter sich. Seit 1970 war sie im Besitz von Morrison Bowmore und wurde 1994 komplett von der japanischen Suntory übernommen. Als eine der ersten Destillerien in Schottland stellte sie auf Erdgas um, wobei die Abwärme bereits seit 1976 in Tomaten-Gewächshäuser geleitet wird. Glen Garioch verfügt als eine der wenigen Destillerien noch heute über eigene Malzböden, allerdings werden diese nicht mehr genutzt. 1995 wurde die Destillerie für einige Zeit geschlossen, sollte verkauft werden, wurde aber 1997 doch wieder in Betrieb genommen. Die Destillerie verfügt zwar nur noch über eine Wash Still, die zweite wurde nicht erneuert, allerdings über zwei Spirit Stills, von der nur eine in Nutzung ist. Dem Spirit Safe kann man diesen Umstand ansehen – die linke Seite, die für die zweite Brennblase verwendet wurde, ist völlig mit Patina überzogen. Die aktuelle Jahresproduktion liegt bei 750.000 Litern.

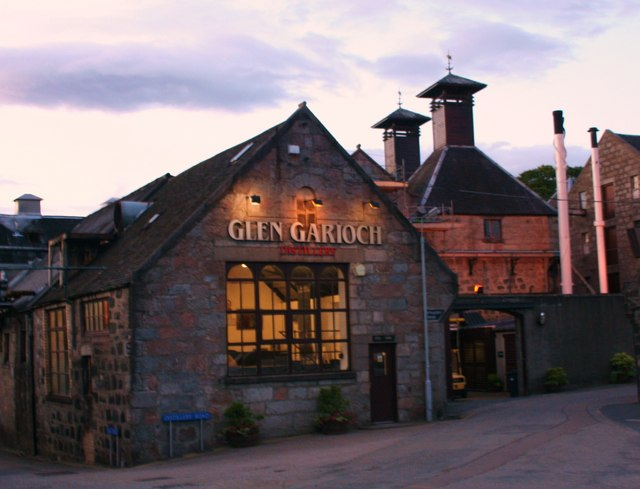
Glen Garioch

Glen Garioch verfügt über ein Besucherzentrum und kann besichtigt werden.

## Abfüllungen
Es gibt Glen Garioch in verschiedenen Varianten: die Standard-Range (Founders Reserve, 12 Jahre) und auch einige spezielle Abfüllungen (Vintage Jahresabfüllungen und "Virgin Oak"). Es handelt sich um einen nicht rauchigen, eher „floralen“ Highland-Whisky.